# Gopchang
Gopchang alude tanto a un plato de intestinos de ternera o cerdo a la parrilla en la gastronomía de Corea como a los propios intestinos. En este último caso, se suele llamar al plato gopchang por su forma curva más que sochang (소창), que significa literalmente ‘intestino delgado’. Es la contrapartida de daechang (대창), ‘intestino grueso’. Comparado con otros cortes de carne, el gopchang tiene un alto contenido en hierro y vitamina. Es relativamente barato y tiene un sabor característico y una textura dura pero agradable, por lo que se usa en muchos platos coreanos, como gui (platos a la parrilla) o bokkeum (salteados). Es parecido al makchang, salvo porque se prepara de tripa de cerdo (o buey).